# Neuville-au-Plain
Neuville-au-Plain – miejscowość i gmina we Francji, w regionie Normandia, w departamencie Manche.
Według danych na rok 1990 gminę zamieszkiwało 88 osób, a gęstość zaludnienia wynosiła 19 osób/km² (wśród 1815 gmin Dolnej Normandii Neuville-au-Plain plasuje się na 798. miejscu pod względem liczby ludności, natomiast pod względem powierzchni na miejscu 915.).